# Chiopris-Viscone
Chiopris Viscone (in friulano Cjopris e Viscon) è un comune italiano sparso di 701 abitanti in Friuli-Venezia Giulia. È formato da Chiopris, capoluogo comunale, e da Viscone.

## Geografia fisica
Nel territorio comunale sono presenti tre corsi d'acqua a regime torrentizio: il Corno, il Judrio ed il Torre.

## Storia
Chiopris fu menzionato per la prima volta nel 1230 con il nome di Teupris ed il toponimo deriverebbe dal nome personale composto di origine germanica Theudopert. Presso la chiesa dedicata a san Michele Arcangelo, edificata probabilmente nel 1300 circa, si sviluppò il centro abitato. Appartenne ai conti di Gorizia e successivamente seguì le sorti della contea fino ad approdare alla casa d'Austria. Con la riforma amministrativa di Maria Teresa d'Austria del 1755 e la conseguente introduzione dei comuni come ultimo anello amministrativo dell'impero, Chiopris divenne frazione del locale comune di Medea.
Viscone fu menzionato per la prima volta in un documento dell'anno 1020, dove si cita una villa que vocatur Viscon. L'abitato si sviluppò lungo la via di comunicazione romana che collegava Aquileia a Cividale del Friuli. Il nome Viscone pare sia di origine slava e deriverebbe dalla forma ipocoristica "Vysko" del nome personale "Vyseslav". Visse alterne vicende e venne conteso più volte tra i veneziani e gli arciducali. Passò definitivamente nel 1815 alla principesca contea di Gorizia e Gradisca, in seguito al Congresso di Vienna. Venne dunque unificato al locale comune di Medea.
Il 19 maggio 1866 Chiopris e Viscone vennero distaccati dal comune di Medea per formare il locale comune di Chiopris Viscone. Fu territorio asburgico fino al 1918. Con l'annessione al Regno d'Italia fece parte prima della provincia di Gorizia fino al 1923 mentre in seguito venne aggregato alla provincia di Udine.
Per quanto concerne l'autorità ecclesiastica la locale parrocchia fa riferimento all'arcidiocesi di Gorizia.

### Simboli
Lo stemma e il gonfalone sono stati concessi con decreto del presidente della Repubblica del 10 settembre 1982.
Lo stemma si può blasonare:
Il gonfalone è un drappo partito di giallo e di rosso.

## Monumenti e luoghi d'interesse
Nel territorio comunale sono presenti tre edifici religiosi: la chiesa di San Michele Arcangelo in Chiopris, la chiesa di San Zenone in Viscone e la chiesa cimiteriale della Madonna di Strada sempre a Viscone.
Lungo la strada che collega i due abitati, presso il "Monumento ai caduti di tutte le guerre", è stata inaugurata il 22 marzo 2014 una lapide con l'elenco dei nominativi dei caduti chioprisani e visconesi deceduti durante il primo conflitto mondiale, i quali vestirono la divisa austriaca e combatterono nella maggior parte dei casi in Galizia (tra l'attuale Polonia ed Ucraina).

## Società
Con lo sviluppo industriale nelle vicine località nel settore del legno ed il conseguente declino dell'economia agricola, a cominciare dagli anni sessanta, vi fu un rapido spopolamento delle località di Chiopris e Viscone.

### Evoluzione demografica
Abitanti censiti

### Lingue e dialetti
A Chiopris Viscone, accanto alla lingua italiana, la popolazione utilizza la lingua friulana. Ai sensi della Deliberazione n. 2680 del 3 agosto 2001 della Giunta della Regione Autonoma Friuli-Venezia Giulia, il Comune è inserito nell'ambito territoriale di tutela della lingua friulana ai fini della applicazione della legge 482/99, della legge regionale 15/96 e della legge regionale 29/2007.
La lingua friulana che si parla a Chiopris Viscone rientra fra le varianti appartenenti al friulano goriziano.

## Cultura

### Eventi
Dal 1756 a Chiopris ha luogo la processione della Madonna Addolorata che si svolge nel mese di settembre: la statua della Madonna viene portata a spalle lungo le vie del paese.
A Viscone analoga manifestazione si svolge in agosto per festeggiare l'Assunzione di Maria.
La sera dell'Epifania, sul piazzale antistante la Chiesa di San Zenone a Viscone, ha luogo l'accensione del tradizionale fuoco epifanico, chiamato pignarûl in lingua friulana.
Il 31 ottobre si svolge a Chiopris la Vilie dai sants (in italiano Vigilia dei Santi), evento di origine celtica tramandato nel corso dei secoli di generazione in generazione, che consiste nell'esporre lungo le vie del paese zucche intagliate ed illuminate da ceri. Negli ultimi anni l'evento ha assunto sempre più una valenza artistica, rendendolo molto seguito a livello regionale. Le edizioni 2020, 2021, 2022 sono state sospese causa emergenza Covid-19, per poi tornare in essere nel 2024, dopo una pausa di quattro anni.